# Barry (Me First and the Gimme Gimmes)
Barry è il quinto singolo della cover band statunitense Me First and the Gimme Gimmes, pubblicato per la Side One Records nel 1997. Questo singolo è composto di cover di Barry Manilow.

## Tracce
1. Mandy – 2:26
2. I Write the Songs – 2:35

## Formazione
- Spike Slawson - voce
- Joey Cape - chitarra
- Chris Shiflett - chitarra
- Fat Mike - basso, voce
- Dave Raun - batteria